# Temporada 2009 de las Grandes Ligas de Béisbol
La Temporada 2009 de las Grandes Ligas de Béisbol inició el domingo 5 de abril de 2009, con la victoria de los Bravos de Atlanta sobre los campeones de la Serie Mundial de 2008, los Filis de Filadelfia, por un marcador de 4-1. La temporada regular terminó el 6 de octubre, extendiéndose dos días debido al juego de definición entre los Tigres de Detroit y los Mellizos de Minnesota para decidir al campeón de la División Central de la Liga Americana. La postemporada comenzó al día siguiente con la Serie Divisional. La Serie Mundial, se inició el 28 de octubre y finalizó el 4 de noviembre, con la victoria de los Yanquis de Nueva York sobre los Filis de Filadelfia en seis partidos. Esta fue la segunda vez que se terminó la temporada en noviembre, la primera vez fue en la Serie Mundial de 2001, debido a los Atentados del 11 de septiembre. En esta ocasión la Liga Americana tuvo la ventaja de campo para la Serie Mundial por haber ganado el Juego de las Estrellas el 14 de julio en el Busch Stadium en San Luis, Misuri por 4-3.

## Resultados Temporada Regular

### Liga Americana
Los Yanquis de Nueva York, con 103 victorias, aseguraron el primer lugar de la División Este de la Liga Americana y obtuvieron el mejor registro de la temporada 2009 de las Grandes Ligas. Los Angeles Angels of Anaheim ganaron el segundo puesto con un récord de 97-65. En la División Central, los Mellizos de Minnesota derrotaron a los Tigres de Detroit en un partido de playoffs por el campeonato de la división, mientras que una marca de 95-67 fue suficiente para que los Boston Red Sox ganaran el comodín. 
| División Este        | División Este | División Este | División Este | División Este | División Este | División Este |
| Equipo               | V             | D             | CTE           | JD            | LOCAL         | VISITA        |
| -------------------- | ------------- | ------------- | ------------- | ------------- | ------------- | ------------- |
| New York Yankees (1) | 103           | 59            | .636          | —             | 57–24         | 46–35         |
| Boston Red Sox (4)   | 95            | 67            | .586          | 8             | 56–25         | 39–42         |
| Tampa Bay Rays       | 84            | 78            | .519          | 19            | 52–29         | 32–49         |
| Toronto Blue Jays    | 75            | 87            | .463          | 28            | 44–37         | 31–50         |
| Baltimore Orioles    | 64            | 98            | .395          | 39            | 39–42         | 25–56         |

| División Central    | División Central | División Central | División Central | División Central | División Central | División Central |
| Equipo              | V                | D                | CTE              | JD               | LOCAL            | VISITA           |
| ------------------- | ---------------- | ---------------- | ---------------- | ---------------- | ---------------- | ---------------- |
| Minnesota Twins (3) | 87               | 76               | .533             | —                | 49–33            | 38–43            |
| Detroit Tigers      | 86               | 77               | .528             | 1                | 51–30            | 35–47            |
| Chicago White Sox   | 79               | 83               | .488             | 7½               | 43–38            | 36–45            |
| Cleveland Indians   | 65               | 97               | .401             | 21½              | 35–46            | 30–51            |
| Kansas City Royals  | 65               | 97               | .401             | 21½              | 33–48            | 32–49            |

| División Oeste     | División Oeste | División Oeste | División Oeste | División Oeste | División Oeste | División Oeste |
| Equipo             | V              | D              | CTE            | JD             | LOCAL          | VISITA         |
| ------------------ | -------------- | -------------- | -------------- | -------------- | -------------- | -------------- |
| Anaheim Angels (2) | 97             | 65             | .599           | —              | 49–32          | 48–33          |
| Texas Rangers      | 87             | 75             | .537           | 10             | 48–33          | 39–42          |
| Seattle Mariners   | 85             | 77             | .525           | 12             | 48–33          | 37–44          |
| Oakland Athletics  | 75             | 87             | .463           | 22             | 40–41          | 35–46          |

### Liga Nacional
Los Angeles Dodgers tuvieron el mejor récord de la liga (95-67). Los Filis de Filadelfia fueron campeón de la División Este de la Liga Nacional y obtuvieron el segundo lugar de la liga, gracias a su registro de 93-69. Los St. Louis Cardinals ganaron la División Central, con un récord de 91-71, y el comodín fue de los Rockies de Colorado de la División Oeste (92-70).
| División Este             | División Este | División Este | División Este | División Este | División Este | División Este |
| Equipo                    | V             | D             | CTE           | JD            | LOCAL         | VISITA        |
| ------------------------- | ------------- | ------------- | ------------- | ------------- | ------------- | ------------- |
| Philadelphia Phillies (2) | 93            | 69            | .574          | —             | 45–36         | 48–33         |
| Florida Marlins           | 87            | 75            | .537          | 6             | 43–38         | 44–37         |
| Atlanta Braves            | 86            | 76            | .531          | 7             | 40–41         | 46–35         |
| New York Mets             | 70            | 92            | .432          | 23            | 41–40         | 29–52         |
| Washington Nationals      | 59            | 103           | .364          | 34            | 33–48         | 26–55         |

| División Central        | División Central | División Central | División Central | División Central | División Central | División Central |
| Equipo                  | V                | D                | CTE              | JD               | LOCAL            | VISITA           |
| ----------------------- | ---------------- | ---------------- | ---------------- | ---------------- | ---------------- | ---------------- |
| St. Louis Cardinals (3) | 91               | 71               | .562             | —                | 46–35            | 45–36            |
| Chicago Cubs            | 83               | 78               | .516             | 7½               | 46–34            | 37–44            |
| Milwaukee Brewers       | 80               | 82               | .494             | 11               | 40–41            | 40–41            |
| Cincinnati Reds         | 78               | 84               | .481             | 13               | 40–41            | 38–43            |
| Houston Astros          | 74               | 88               | .457             | 17               | 44–37            | 30–51            |
| Pittsburgh Pirates      | 62               | 99               | .385             | 28½              | 40–41            | 22–58            |

| División Oeste          | División Oeste | División Oeste | División Oeste | División Oeste | División Oeste | División Oeste |
| Equipo                  | V              | D              | CTE            | JD             | LOCAL          | VISITA         |
| ----------------------- | -------------- | -------------- | -------------- | -------------- | -------------- | -------------- |
| Los Angeles Dodgers (1) | 95             | 67             | .586           | —              | 50–31          | 45–36          |
| Colorado Rockies (4)    | 92             | 70             | .568           | 3              | 51–30          | 41–40          |
| San Francisco Giants    | 88             | 74             | .543           | 7              | 52–29          | 36–45          |
| San Diego Padres        | 75             | 87             | .463           | 20             | 42–39          | 33–48          |
| Arizona Diamondbacks    | 70             | 92             | .432           | 25             | 36–45          | 34–47          |

## Postemporada

### Play-off
|  | Serie Divisional | Serie Divisional      | Serie Divisional |                       |   | Serie de Campeonato de Liga | Serie de Campeonato de Liga | Serie de Campeonato de Liga |  |    | Serie Mundial    | Serie Mundial | Serie Mundial |  |
|  | TV: TBS          | TV: TBS               | TV: TBS          |                       |   | TV: FOX (ALCS); TBS (NLCS)  | TV: FOX (ALCS); TBS (NLCS)  | TV: FOX (ALCS); TBS (NLCS)  |  |    | TV: FOX          | TV: FOX       | TV: FOX       |  |
|  |                  |                       |                  |                       |   |                             |                             |                             |  |    |                  |               |               |  |
|  |                  |                       |                  |                       |   |                             |                             |                             |  |    |                  |               |               |  |
|  | 1                | New York Yankees      | 3                |                       |   |                             |                             |                             |  |    |                  |               |               |  |
|  | 1                | New York Yankees      | 3                |                       |   |                             |                             |                             |  |    |                  |               |               |  |
|  | 3                | Minnesota Twins       | 0                |                       |   |                             |                             |                             |  |    |                  |               |               |  |
|  | 3                | Minnesota Twins       | 0                |                       | 1 | New York Yankees            | 4                           |                             |  |    |                  |               |               |  |
|  | Liga Americana   |                       |                  |                       | 1 | New York Yankees            | 4                           |                             |  |    |                  |               |               |  |
|  |                  |                       | 2                | LA Angels of Anaheim  | 2 |                             |                             |                             |  |    |                  |               |               |  |
|  | 2                | LA Angels of Anaheim  | 2                | LA Angels of Anaheim  | 2 | 3                           |                             |                             |  |    |                  |               |               |  |
|  | 2                | LA Angels of Anaheim  |                  |                       |   |                             |                             |                             |  |    |                  |               |               |  |
|  | 4                | Boston Red Sox        | 0                |                       |   |                             |                             |                             |  |    |                  |               |               |  |
|  | 4                | Boston Red Sox        | 0                |                       |   |                             |                             |                             |  | AL | New York Yankees | 4             |               |  |
|  |                  |                       |                  |                       |   |                             |                             |                             |  | AL | New York Yankees | 4             |               |  |
|  |                  |                       | NL               | Philadelphia Phillies | 2 |                             |                             |                             |  |    |                  |               |               |  |
|  | 1                | Los Angeles Dodgers   | NL               | Philadelphia Phillies | 2 | 3                           |                             |                             |  |    |                  |               |               |  |
|  | 1                | Los Angeles Dodgers   |                  |                       |   |                             |                             |                             |  |    |                  |               |               |  |
|  | 3                | St. Louis Cardinals   | 0                |                       |   |                             |                             |                             |  |    |                  |               |               |  |
|  | 3                | St. Louis Cardinals   | 0                |                       | 1 | Los Angeles Dodgers         | 1                           |                             |  |    |                  |               |               |  |
|  | Liga Nacional    |                       |                  |                       | 1 | Los Angeles Dodgers         | 1                           |                             |  |    |                  |               |               |  |
|  |                  |                       | 2                | Philadelphia Phillies | 4 |                             |                             |                             |  |    |                  |               |               |  |
|  | 2                | Philadelphia Phillies | 2                | Philadelphia Phillies | 4 | 3                           |                             |                             |  |    |                  |               |               |  |
|  | 2                | Philadelphia Phillies |                  |                       |   |                             |                             |                             |  |    |                  |               |               |  |
|  | 4                | Colorado Rockies      | 1                |                       |   |                             |                             |                             |  |    |                  |               |               |  |
|  | 4                | Colorado Rockies      | 1                |                       |   |                             |                             |                             |  |    |                  |               |               |  |
|  |                  |                       |                  |                       |   |                             |                             |                             |  |    |                  |               |               |  |

|                                                           |
| Campeón de las Grandes Ligas New York Yankees 27.º título |

### Serie Divisional
| Serie Divisional Liga Americana de 2009 New York Yankees contra Minnesota Twins, 3–0 |               |                      |                 |                |            |          |  |
| Juego                                                                                | Fecha         | Resultado            | Serie (NYY–MIN) | Locación       | Asistencia | Duración |  |
| 1                                                                                    | 7 de octubre  | Yankees 7, Twins 2   | 1–0             | Yankee Stadium | 49,464     | 3:38     |  |
| 2                                                                                    | 9 de octubre  | Yankees 4, Twins 3 † | 2–0             | Yankee Stadium | 50,006     | 4:22     |  |
| 3                                                                                    | 11 de octubre | Yankees 4, Twins 1   | 3–0             | HHH Metrodome  | 54,735     | 3:25     |  |

| Serie Divisional Liga Americana de 2009 Los Angeles Angels of Anaheim contra Boston Red Sox, 3–0 |               |                     |                 |               |            |          |  |
| Juego                                                                                            | Fecha         | Resultado           | Serie (LAA–BOS) | Locación      | Asistencia | Duración |  |
| 1                                                                                                | 8 de octubre  | Angels 5, Red Sox 0 | 1–0             | Angel Stadium | 45,070     | 3:09     |  |
| 2                                                                                                | 9 de octubre  | Angels 4, Red Sox 1 | 2–0             | Angel Stadium | 45,223     | 3:11     |  |
| 3                                                                                                | 11 de octubre | Angels 7, Red Sox 6 | 3–0             | Fenway Park   | 38,704     | 3:49     |  |

† – 11 entradas
| Serie Divisional Liga Nacional de 2009 Los Angeles Dodgers contra St. Louis Cardinals, 3–0 |               |                        |                 |                |            |          |  |
| Juego                                                                                      | Fecha         | Resultado              | Serie (LAD–STL) | Locación       | Asistencia | Duración |  |
| 1                                                                                          | 7 de octubre  | Dodgers 5, Cardinals 3 | 1–0             | Dodger Stadium | 56,000     | 3:54     |  |
| 2                                                                                          | 8 de octubre  | Dodgers 3, Cardinals 2 | 2–0             | Dodger Stadium | 51,819     | 3:07     |  |
| 3                                                                                          | 10 de octubre | Dodgers 5, Cardinals 1 | 3–0             | Busch Stadium  | 47,296     | 3:02     |  |

| Serie Divisional Liga Nacional de 2009 Philadelphia Phillies contra Colorado Rockies, 3–1 |               |                       |                 |                    |            |          |
| Juego                                                                                     | Fecha         | Resultado             | Serie (PHI–COL) | Locación           | Asistencia | Duración |
| 1                                                                                         | 7 de octubre  | Phillies 5, Rockies 1 | 1–0             | Citizens Bank Park | 46,452     | 2:48     |
| 2                                                                                         | 8 de octubre  | Rockies 5, Phillies 4 | 1–1             | Citizens Bank Park | 46,528     | 3:41     |
| 3                                                                                         | 11 de octubre | Phillies 6, Rockies 5 | 2–1             | Coors Field        | 50,109     | 4:06     |
| 4                                                                                         | 12 de octubre | Phillies 5, Rockies 4 | 3–1             | Coors Field        | 49,940     | 3:41     |

### Serie de Campeonato
| Serie de Campeonato de la Liga Americana de 2009 New York Yankees contra Los Angeles Angels of Anaheim, 4–2 Most Valuable Player: CC Sabathia, P, New York |               |                      |                 |                |            |          |
| Juego | Fecha         | Resultado            | Serie (NYY–LAA) | Locación       | Asistencia | Duración |
| 1 | 16 de octubre | Yankees 4, Angels 1  | 1–0             | Yankee Stadium | 49,688     | 3:18     |
| 2 | 17 de octubre | Yankees 4, Angels 3† | 2–0             | Yankee Stadium | 49,922     | 5:10     |
| 3 | 19 de octubre | Angels 5, Yankees 4‡ | 2–1             | Angel Stadium  | 44,911     | 4:21     |
| 4 | 20 de octubre | Yankees 10, Angels 1 | 3–1             | Angel Stadium  | 45,160     | 3:38     |
| 5 | 22 de octubre | Angels 7, Yankees 6  | 3–2             | Angel Stadium  | 45,133     | 3:34     |
| 6 | 25 de octubre | Yankees 5, Angels 2  | 4–2             | Yankee Stadium | 50,173     | 3:40     |

† – 13 entradas
‡ – 11 entradas
| Serie de Campeonato de la Liga Nacional de 2009 Philadelphia Phillies contra Los Angeles Dodgers, 4–1 Most Valuable Player: Ryan Howard, 1B, Philadelphia |               |                        |                 |                    |            |          |
| Juego | Fecha         | Resultado              | Serie (PHI-LAD) | Locación           | Asistencia | Duración |
| 1 | 15 de octubre | Phillies 8, Dodgers 6  | 1-0             | Dodger Stadium     | 56,000     | 4:02     |
| 2 | 16 de octubre | Dodgers 2, Phillies 1  | 1-1             | Dodger Stadium     | 56,000     | 3:05     |
| 3 | 18 de octubre | Phillies 11, Dodgers 0 | 2-1             | Citizens Bank Park | 45,721     | 3:12     |
| 4 | 19 de octubre | Phillies 5, Dodgers 4  | 3-1             | Citizens Bank Park | 46,157     | 3:44     |
| 5 | 21 de octubre | Phillies 10, Dodgers 4 | 4-1             | Citizens Bank Park | 46,214     | 3:40     |

### Serie Mundial
| Serie Mundial de 2009 New York Yankees contra Philadelphia Phillies, 4-2 Most Valuable Player: Hideki Matsui, DH, New York |                |                       |                 |                    |            |          |
| Juego | Fecha          | Resultado             | Serie (NYY–PHI) | Locación           | Asistencia | Duración |
| 1 | 28 de octubre  | Phillies 6, Yankees 1 | 0–1             | Yankee Stadium     | 50,207     | 3:27     |
| 2 | 29 de octubre  | Yankees 3, Phillies 1 | 1–1             | Yankee Stadium     | 50,181     | 3:25     |
| 3 | 31 de octubre  | Yankees 8, Phillies 5 | 2–1             | Citizens Bank Park | 46,061     | 3:25     |
| 4 | 1 de noviembre | Yankees 7, Phillies 4 | 3–1             | Citizens Bank Park | 46,145     | 3:25     |
| 5 | 2 de noviembre | Phillies 8, Yankees 6 | 3–2             | Citizens Bank Park | 46,178     | 3:26     |
| 6 | 4 de noviembre | Yankees 7, Phillies 3 | 4–2             | Yankee Stadium     | 50,315     | 3:52     |

|                          |
| Campeón New York Yankees |

## Líderes de la Liga

### Liga Americana
| Stat | Jugador                              | Total |
| ---- | ------------------------------------ | ----- |
| AVG  | Joe Mauer (MIN)                      | .365  |
| HR   | Carlos Peña (TB) Mark Teixeira (NYY) | 39    |
| RBI  | Mark Teixeira (NYY)                  | 122   |
| R    | Dustin Pedroia (BOS)                 | 115   |
| H    | Ichiro Suzuki (SEA)                  | 225   |
| SB   | Jacoby Ellsbury (BOS)                | 70    |

| Stat | Jugador                                                        | Total |
| ---- | -------------------------------------------------------------- | ----- |
| W    | CC Sabathia (NYY) Justin Verlander (DET) Félix Hernández (SEA) | 19    |
| L    | Jeremy Guthrie (BAL)                                           | 17    |
| ERA  | Zack Greinke (KC)                                              | 2.16  |
| K    | Justin Verlander (DET)                                         | 269   |
| IP   | Justin Verlander (DET)                                         | 240   |
| SV   | Brian Fuentes (LAA)                                            | 48    |

### Liga Nacional
| Stat | Jugador                                | Total |
| ---- | -------------------------------------- | ----- |
| AVG  | Hanley Ramírez (FLA)                   | .342  |
| HR   | Albert Pujols (STL)                    | 47    |
| RBI  | Prince Fielder (MIL) Ryan Howard (PHI) | 141   |
| R    | Albert Pujols (STL)                    | 124   |
| H    | Ryan Braun (MIL)                       | 203   |
| SB   | Michael Bourn (HOU)                    | 61    |

| Stat | Jugador               | Total |
| ---- | --------------------- | ----- |
| W    | Adam Wainwright (STL) | 19    |
| L    | Zack Duke (PIT)       | 16    |
| ERA  | Chris Carpenter (STL) | 2.24  |
| K    | Tim Lincecum (SF)     | 261   |
| IP   | Adam Wainwright (STL) | 233   |
| SV   | Heath Bell (SD)       | 42    |

## Premios

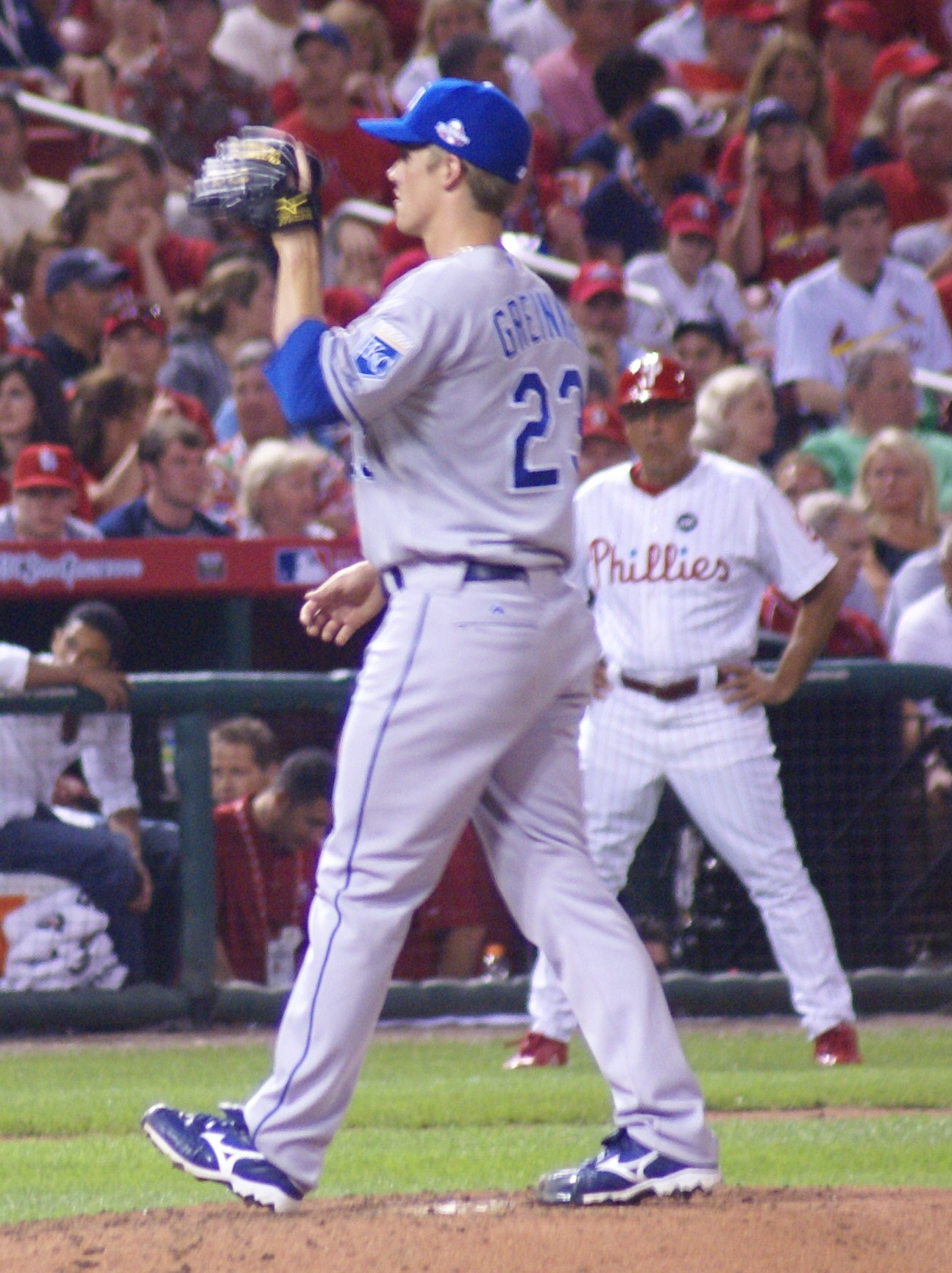
Zach Greinke

| Premios de la Asociación de beisbolistas Americanos | Premios de la Asociación de beisbolistas Americanos      | Premios de la Asociación de beisbolistas Americanos    | Premios de la Asociación de beisbolistas Americanos | Premios de la Asociación de beisbolistas Americanos | Premios de la Asociación de beisbolistas Americanos | Premios de la Asociación de beisbolistas Americanos | Premios de la Asociación de beisbolistas Americanos | Premios de la Asociación de beisbolistas Americanos |
| Premio BBWAA                                        | Liga Nacional                                            | Liga Americana                                         |                                                     |                                                     |                                                     |                                                     |                                                     |                                                     |
| --------------------------------------------------- | -------------------------------------------------------- | ------------------------------------------------------ | --------------------------------------------------- | --------------------------------------------------- | --------------------------------------------------- | --------------------------------------------------- | --------------------------------------------------- | --------------------------------------------------- |
| Novato del año                                      | Chris Coghlan (FLA)                                      | Andrew Bailey (OAK)                                    |                                                     |                                                     |                                                     |                                                     |                                                     |                                                     |
| Premio Cy Young                                     | Tim Lincecum (SF)                                        | Zack Greinke (KC)                                      |                                                     |                                                     |                                                     |                                                     |                                                     |                                                     |
| Mánager del año                                     | Jim Tracy (COL)                                          | Mike Scioscia (LAA)                                    |                                                     |                                                     |                                                     |                                                     |                                                     |                                                     |
| Jugador Mas Valioso                                 | Albert Pujols (STL)                                      | Joe Mauer (MIN)                                        |                                                     |                                                     |                                                     |                                                     |                                                     |                                                     |
| Premio al Guante de Oro                             |                                                          |                                                        |                                                     |                                                     |                                                     |                                                     |                                                     |                                                     |
| Posición                                            | Liga Nacional                                            | Liga Americana                                         |                                                     |                                                     |                                                     |                                                     |                                                     |                                                     |
| Pitcher                                             | Adam Wainwright (STL)                                    | Mark Buehrle (CWS)                                     |                                                     |                                                     |                                                     |                                                     |                                                     |                                                     |
| Cácher                                              | Yadier Molina (STL)                                      | Joe Mauer (MIN)                                        |                                                     |                                                     |                                                     |                                                     |                                                     |                                                     |
| 1º base                                             | Adrián González(SD)                                      | Mark Teixeira (NYY)                                    |                                                     |                                                     |                                                     |                                                     |                                                     |                                                     |
| 2º base                                             | Orlando Hudson (LAD)                                     | Placido Polanco (DET)                                  |                                                     |                                                     |                                                     |                                                     |                                                     |                                                     |
| 3º base                                             | Ryan Zimmerman (WAS)                                     | Evan Longoria (TB)                                     |                                                     |                                                     |                                                     |                                                     |                                                     |                                                     |
| Shortstop                                           | Jimmy Rollins (PHI)                                      | Derek Jeter (NYY)                                      |                                                     |                                                     |                                                     |                                                     |                                                     |                                                     |
| Outfield                                            | Michael Bourn (HOU) Matt Kemp (LAD) Shane Victorino(PHI) | Torii Hunter (LAA) Adam Jones(BAL) Ichiro Suzuki (SEA) |                                                     |                                                     |                                                     |                                                     |                                                     |                                                     |
| Premio Silver Slugger                               |                                                          |                                                        |                                                     |                                                     |                                                     |                                                     |                                                     |                                                     |
| Pitcher/Designated Hitter                           | Carlos Zambrano (CHC)                                    | Adam Lind (TOR)                                        |                                                     |                                                     |                                                     |                                                     |                                                     |                                                     |
| Cácher                                              | Brian McCann (ATL)                                       | Joe Mauer (MIN)                                        |                                                     |                                                     |                                                     |                                                     |                                                     |                                                     |
| 1º base                                             | Albert Pujols (STL)                                      | Mark Teixeira (NYY)                                    |                                                     |                                                     |                                                     |                                                     |                                                     |                                                     |
| 2º base                                             | Chase Utley (PHI)                                        | Aaron Hill (TOR)                                       |                                                     |                                                     |                                                     |                                                     |                                                     |                                                     |
| 3º base                                             | Ryan Zimmerman (WAS)                                     | Evan Longoria (TBB)                                    |                                                     |                                                     |                                                     |                                                     |                                                     |                                                     |
| Shortstop                                           | Hanley Ramírez (FLA)                                     | Derek Jeter (NYY)                                      |                                                     |                                                     |                                                     |                                                     |                                                     |                                                     |
| Outfield                                            | Ryan Braun (MIL) Matt Kemp (LAD) Andre Ethier (LAD)      | Torii Hunter (LAA) Ichiro Suzuki (SEA) Jason Bay (BOS) |                                                     |                                                     |                                                     |                                                     |                                                     |                                                     |

### Otros premios
- Jugador de regreso del año: Aaron Hill(TOR, Americaan); Chris Carpenter(STL, Nacional).
- Premio Hank Aaron: Derek Jeter(NYY).; Albert Pujols(STL, Nacional)
- Premio Roberto Clemente (humanitario): Derek Jeter(NYY).

## Juego de las Estrellas

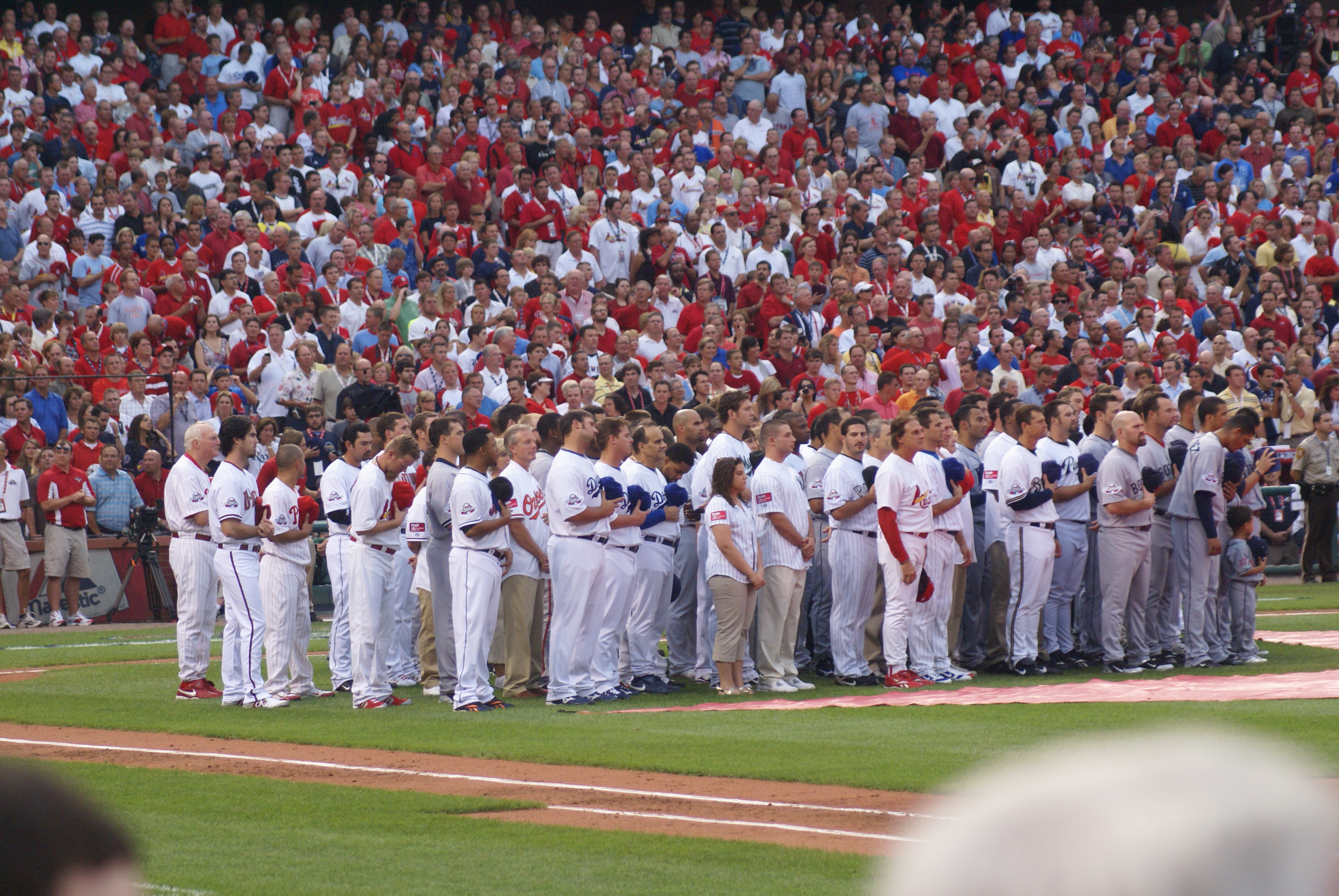

14 de julio 2009 Busch Stadium, San Luis, Misuri
| Equipo         | 1 | 2 | 3 | 4 | 5 | 6 | 7 | 8 | 9 | C | H | E |
| -------------- | - | - | - | - | - | - | - | - | - | - | - | - |
| Liga Americana | 2 | 0 | 0 | 0 | 1 | 0 | 0 | 1 | 0 | 4 | 8 | 1 |
| Liga Nacional  | 0 | 3 | 0 | 0 | 0 | 0 | 0 | 0 | 0 | 3 | 5 | 1 |

## Cambio de Reglas
El 15 de enero, los propietarios de los 30 equipos de Grandes Ligas aprobaron dos cambios en las reglas que rigen el juego de playoffs y los de postemporada.
- Todos los "juegos de postemporada, y los agregados a la temporada regular", que se suspendan antes que las nueve entradas se jueguen. Se reanudarán cuando las condiciones lo permitan, en el mismo lugar desde el punto de suspensión. Este cambio en las reglas codifica la controvertida interpretación de las reglas oficiales hechas por el comisionado de MLB , Bud Selig, durante el Juego 5 de la Serie Mundial del 2008.
- El lanzamiento de moneda ya no se utilizara para determinar la ventaja de local, en el desempate en un partido agregado, para determinar los campeones de división o comodín de liga. En cambio, se utiliza para determinar la ventaja de local, basándose en los enfrentamientos entre los clubes ligados. Esto se realizó por primera vez cuando los Tigres de Detroit y los Minnesota Twins, terminaron empatados en el liderato de la División Central de la Liga Americana, al final de la temporada regular (4 de octubre), el desempate en un partido se jugó el 6 de octubre en el Hubert H. Humphrey Metrodome. El juego no se pudo realizar el  5 de octubre a causa de un conflicto de programación con los Vikingos de Minnesota de la NFL, que fue sede contra los Green Bay Packers.

## Nuevos Estadios

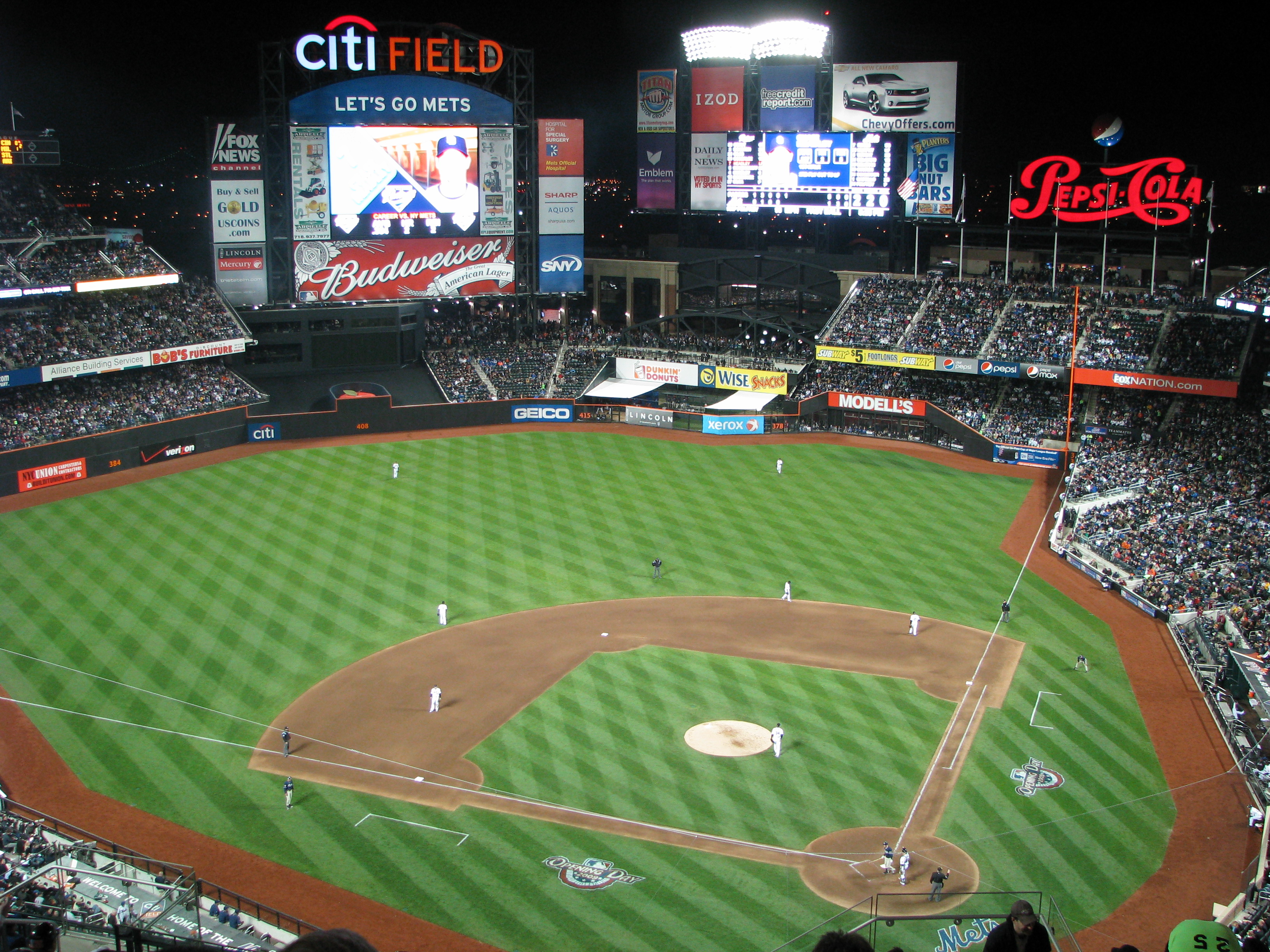
Apertura del City Field el 13 de abril de 2009

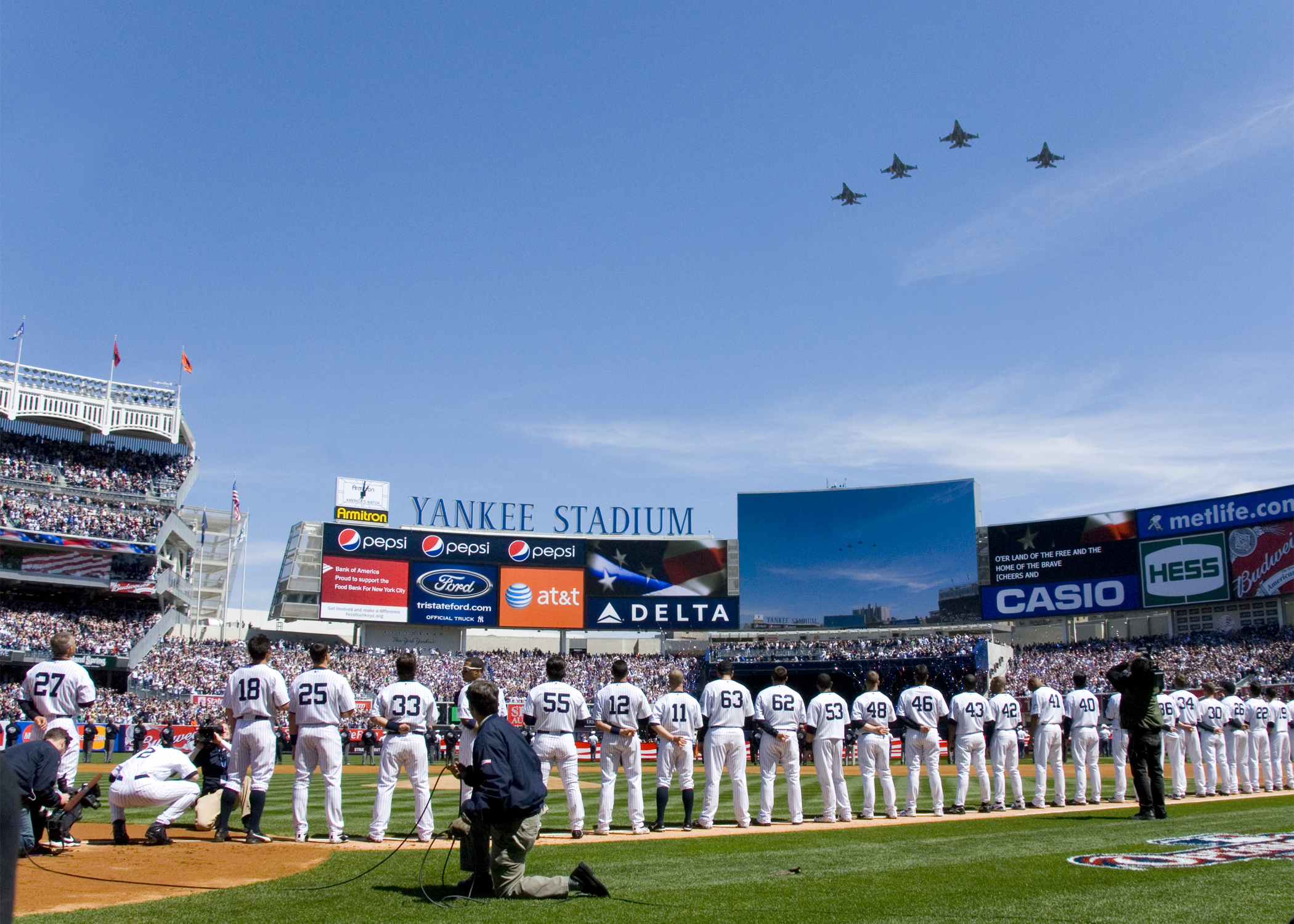
Cuatro F-16s Volaron sobre el New Yankee Stadium en la apertura el 16 de abril de 2009

La temporada 2009 marcó la apertura de dos nuevos estadios en la ciudad de Nueva York , el Citi Field de los Mets y el Yankee Stadium de los yankees, los que sustituirán, respectivamente al Shea Stadium (que fue desmantelado durante el receso de temporada 2008-09) y el Yankee Stadium original (que se convertirá en un parque público una vez que sea demolido). Debido a que la capacidad de asientos es más reducida en estos nuevos estadios, el Dodger Stadium ahora es el parque con mayor capacidad con 56.000 asientos, además es el tercer estadio más antiguo de las Grandes Ligas detrás del Fenway Park y del Wrigley Field. El Citi Field se inauguró con un partido nocturno el 13 de abril cuando los Mets fueron locales ante los Padres de San Diego, perdiendo 6-5. En ese juego, Jody Gerut de los Padres se convirtió en el primer jugador en la historia de las Grandes Ligas en inaugurar estadio con un jonrón. Tres días más tarde, los Indios de Cleveland inauguran el nuevo estadio de los Yankees. Los Indios ganaron 10-2. El Día de Jackie Robinson (15 de abril), una rotonda del Citi Field fue nombrado en su honor, y se dedicó antes del juego entre los Mets y los Padres de ese día.